# Corynophilus pumilus
Corynophilus pumilus – gatunek błonkówki z rodziny Pergidae, jedyny przedstawiciel rodzaju Corynophilus.

## Taksonomia
Gatunek ten został opisany w 1834 roku przez Johanna Kluga jako Cephalocera pumila. Jako miejsce typowe podano Brazylię. Holotypem był samiec. W 1882 roku W.F. Kirby odkrył, że nazwa rodzajowa tego taksonu jest homonimem nazwy nadanej już wcześniej rodzajowi muchówek (Cephalocera Latreille, 1829), i przemianował ją na Corynophilus.
Corynophilus pumilus był pierwotnie  zaliczany do podrodziny Syzygoniinae. Został on przeniesiony do Acordulecerinae w 1990 przez Davida Smitha. Ten sam autor w 1995 roku wymienił roślinę żywicielską oraz po raz pierwszy opisał wygląd samicy.

## Zasięg występowania
Ameryka Południowa i Północna, notowany w Brazylii (Dystrykt Federalny) oraz w Meksyku.

## Biologia i ekologia
Rośliną żywicielską jest krzew Roupala montana z rodziny srebrnikowatych. Larwy minują liście.